# Дятлов, Игорь Сергеевич
Игорь Сергеевич Дятлов (укр. Ігор Сергійович Дятлов; род. 12 сентября 1981, Николаев) — украинский политик, общественный деятель. Глава Николаевского областного совета (2010—2014). С 2015 года — депутат Николаевского городского совета от партии «Оппозиционный блок».

## Биография
Родился и вырос в г. Николаеве. Учился в Николаевской гуманитарной гимназии № 2. Получил образование по специальности «Менеджмент внешнеэкономической деятельности» в Одесском национальном университете имени И. И. Мечникова, а также «Государственное управление» в Национальной академии государственного управления при Президенте Украины.
Начал заниматься бизнесом со студенческих лет, в 2001 году.
В 2006 году жители Вознесенского района Николаевской области предложили Дятлову представлять их интересы в местном самоуправлении. В 2006 году был избран депутатом Николаевского областного совета. В 2008 году возглавил депутатскую фракцию в областном совете.
С ноября 2010 по февраль 2014 г. — глава Николаевского областного совета.
За период каденции была восстановлена работа сети коммунальных аптек «Фармация», создан спортивный городок в парке Победы, выполнена первая очередь проекта «Сердце города», создан парк спорта в Корабельном районе, установлено более 300 детских и спортивных площадок в Николаевской области, школьными автобусами обеспечены все отдаленные учебные учреждения Николаевской области, создан музейный комплекс «Старофлотские казармы», детская областная больница полностью обеспечена кувезами.
В 2015 году приступил к разработке проекта по энергомодернизации и энергоэффективности «Теплый дом», который предложил для реализации в г. Николаеве.
В 2015 году принимал участие в выборах мэра города Николаева. В июне 2015 года на него было совершено нападение. В августе  2015 года Дятлова вызвали на допрос в качестве свидетеля, вручив сразу 7 повесток. Эти факты сам Дятлов расценил как попытку запугать.
Осенью 2015 года Игорь Дятлов как кандидат в мэры получил поддержку 63 тысяч 567 горожан или 43,28 % избирателей.
В ноябре 2015 года возглавил депутатскую фракцию в Николаевском городском совете.
В 2017 году команда Игоря Дятлова добилась запуска проекта «Теплый Дом» для реализации в Николаеве.

## Семья
Мать — Надежда Дмитриевна Дятлова, пенсионер, в прошлом работала инженером-конструктором СПКБ завода имени 61 коммунара.
Отец — Сергей Геннадиевич Дятлов, в прошлом депутат Николаевского городского совета, бизнесмен.
Женат. Жена — Леся Владимировна Дятлова.
Воспитывают двоих детей.

## Декларация
В 2010 году Дятлов задекларировал 439 тысяч гривен совокупного дохода.
В декларации за 2017 год Игорь Дятлов указал наличие криптовалюты и ряда материальных ценностей, таких как часы и украшения жены (ранее формы декларации не содержали граф, в которых необходимо было бы указывать такие данные). Так, в декларации Игорь Дятлов указал, что с 2015 года владеет криптовалютой «Эфириум» стоимостью 8058 гривен. В 2017 году он стал владельцем криптовалюты «Лайткойн», «Монеро», «Деш» и «Рипл» общей стоимостью 92,7 тысяч гривен.